# Galefestivalen
Galefestivalen er en dansk dokumentarfilm fra 1980, der er instrueret af Thomas Kragh.

## Handling
På verdenshistoriens første festival for gale fortæller psykiatriske patienter, tidligere patienter og progressive behandlere om, hvorfor de er vrede over det nuværende hospitalssystem og hvilke alternativer, de selv har oplevet. Festivalens motto er: Vi vil handle og ikke behandles. Og filmen viser, at disse mennesker både kan og vil handle. "Denne festival giver udtryk for, at der i dag rejser sig en bevægelse her i landet. En bevægelse, der ikke længere stiller sig tilfreds med den etablerede psykiatri, en bevægelse, der ikke kun er anti-psykiatrisk i den forstand, at den nøjes med at kritisere det etablerede og alle dets ugerninger, men en bevægelse, der også rejser krav om, at der skal ske noget, at der skal sættes noget andet i stedet". Sådan formulerer en taler sig på Gale-festivalen, som blev arrangeret af patienter og behandlere i Viborg d. 18. august 1979. Filmen skildrer i reportagens form, hvad der skete, og lader en række interviews veksle med sange, digte og glimt fra fx festivalens "sorteringsmaskine" og "vanvidsbod".